# Hold Me (canção de Savage Garden)
"Hold Me" foi o quarto single internacional tirado do álbum Affirmation da banda australiana Savage Garden.

## Lançamento
O single foi lançado internacionalmente em novembro de 2000, tendo alcançado o #16 da parada britânica. Na Austrália, terra natal da banda, o single saiu somente em janeiro de 2001, sendo a quinta música de trabalho do álbum por lá.

## CD Single
- Reino Unido

CD1
1. "Hold Me" (radio version) – 3:54
2. "Crash and Burn" (Live in the Studio) – 4:08
3. "Truly Madly Deeply" (Australian version) – 4:38

CD2
1. "Hold Me" (radio version) – 3:54
2. "I Want You" (live acoustic) – 2:48
3. "I Knew I Loved You" (live in Brisbane, May 2000) – 3:26

Cassette
1. "Hold Me" (radio version) – 3:54
2. "Truly Madly Deeply" (Australian version) – 4:38

- Europa

Single CD
1. "Hold Me" (radio version) – 3:54
2. "Truly Madly Deeply" (Australian version) – 4:38

Maxi-CD
1. "Hold Me" (radio version) – 3:54
2. "Truly Madly Deeply" (Australian version) – 4:38
3. "I Want You" (live acoustic) – 2:48
4. "I Knew I Loved You" (live in Brisbane, May 2000) – 3:26

- Austrália

1. "Hold Me" – 4:50
2. "Hold Me" (live in Brisbane, May 2000) – 5:10
3. "The Best Thing" (live in Brisbane, May 2000) – 5:29
4. "Affirmation" (Almighty Remix) – 8:04

- Nova Zelândia

1. "Hold Me" (radio version) – 3:54
2. "Crash and Burn" (live in the Studio) – 4:08
3. "I Want You" (live acoustic) – 2:48
4. "I Knew I Loved You" (live in Brisbane, May 2000) – 3:26

## Ligações Externas
- Hold Me (single) - Rádio UOL